# Епифаний (Канивецкий)
Епископ Епифаний (в миру Евдоким Саввич Канивецкий; 1775 или 1776, Полтавская губерния — 1825, Воронеж) — епископ Русской православной церкви, епископ Воронежский и Черкасский.

## Биография
Родился в 1775 или 1776 году в селе Богушкова Слобода Переяславского полка (затем Золотоношский уезд Полтавской губернии; ныне село Благодатное Золотоношского района Черкасской области) и был по происхождению малороссом.
Образование получил в Переяславской духовной семинарии и Киево-Могилянскойой академии (1794). В 1798 году был назначен учителем Переяславской духовной семинарии. В 1800 году пострижен в монашество и рукоположен во иеромонаха.
С 1805 года — учитель риторики и математики Новгородской духовной семинарии. В 1806 году был переведён учителем герменевтики и церковной истории в Санкт-Петербургскую духовную семинарию. В 1807 году был возведён в сан архимандрита Виленского Свято-Духова монастыря с оставлением на чреде служения и при Петербургской семинарии.
С 6 февраля 1808 года был ректором и профессором богословия Казанской духовной академии и архимандритом Казанского Спасо-Преображенского монастыря; 7 января 1811 года награждён орденом Святой Анны 2-й степени «за благоустройство основанной в 1809 году при академии библиотеки для чтения».
26 марта 1816 года хиротонисан во епископа Воронежского и Черкасского. В Воронеже запомнился, в первую очередь, заботой о духовных школах. Продолжил строительство трёхэтажного здания Воронежской духовной семинарии, начатое его предшественником епископом Антонием (Соколовым). Открыл уездные духовные училища в Воронеже (1817), Павловске, Задонске, Бирюче. В 1819—1822 годах во вверенной ему епархии действовало Ольховатское духовное училище. Проявлял особую заботу о содержании учеников; требовал от приходского духовенства не лишать семинаристов одного из источников их существования — закрепления за ними мест приходских священников. Негативно относился к устроению религиозной общины при Белогорской пещере.
Скончался 24 мая (5 июня) 1825 года (на 50-м году жизни). Был погребён в приделе Благовещенского кафедрального собора; могила утрачена.
По его завещанию в 1826 году в Воронежскую духовную семинарию было передано 213 книг на русском языке и 98 книг на иностранных языках. В Отделе редких книг научной библиотеки Воронежского университета обнаружено 9 книг по философии и богословию, принадлежавших епископу Епифанию. 

## Сочинения
- Слово на день святого Иоанна Златоустого 13 ноября: «Об обязанностях наставника». — СПб., 1807.
- Слово на день тезоименитства императрицы Марии Федоровны и великой княгини Марии Павловны. — СПб., 1807.
- О благотворном влиянии святой веры на людей. — СПб., 1807.